# Coupe d'Angleterre de rugby à XIII 2025
Navigation
Édition précédente Édition suivante
La Coupe d'Angleterre de rugby à XIII 2025 (dite Betfred Challenge Cup pour des raisons commerciales) est la 124e édition de la Coupe d'Angleterre, compétition à élimination directe mettant aux prises des clubs de rugby à XIII amateurs et professionnels affiliés à la Rugby Football League.
Des clubs anglais, gallois, écossais et français y participent. La compétition se déroule du 11 janvier 2025 au 7 juin 2025. La finale est prévue après six tours à élimination directe mettant aux prises les clubs professionnels et est programmée le 7 juin 2025 au stade de Wembley à Wembley.
Les rencontres sont diffusées en direct au Royaume-Uni sur BBC Sport.

## Clubs participants
L'épreuve est disputée entre les clubs professionnels de Super League, Championship et League 1 ainsi qu'un certain nombre de clubs amateurs invités.
Le club français de Toulouse olympique XIII (présent en Championship) ne prend pas part à l'épreuve.

## Quarts-de-finale
Les quarts-de-finales de la Challenge Cup ont lieu les vendredi 4, samedi 5 et dimanche 6 avril 2025. 
| 4 avril 2025 19:00 | Dragons Catalans (1) | 20 - 12 (8 - 6) | (1) Salford Red Devils                                                                       | Stade Gilbert-Brutus, Perpignan 4 000 spectateurs Arbitre : M. Aaron Moore |
| 4 avril 2025 19:00 | Essai(s) : 4 Cotric (1re), Romano (22e), Whitehaed (43e) et Fages (49e) Transformation(s) : 2 Aispuro-Bichet (43e et 49e) Carton(s) jaune(s) : 1 Whitehaed (27e) |                 | Essai(s) : 2 J. Shorrocks (36e) et Foster (61e) Transformation(s) : 2 Hankinson (36e et 61e) | Stade Gilbert-Brutus, Perpignan 4 000 spectateurs Arbitre : M. Aaron Moore |
| 4 avril 2025 19:00 | |                 |                                                                                              | Stade Gilbert-Brutus, Perpignan 4 000 spectateurs Arbitre : M. Aaron Moore |

| 4 avril 2025 20:00 | Wakefield Trinity (1)                                                              | 12 - 20 (0 - 6) | (1) Leigh Leopards | Belle Vue, Wakefield 6 125 spectateurs Arbitre : M. Jack Smith |
| 4 avril 2025 20:00 | Essai(s) : 2 Russell (41e) et Rourke (67e) Transformation(s) : 2 Lino (41e et 67e) |                 | Essai(s) : 3 Lam (19e), Niu (59e) et Hodgoson (68e) Transformation(s) : 3 O'Brien (19e, 59e et 68e) Pénalité(s) : 1 O'Brien (67e) | Belle Vue, Wakefield 6 125 spectateurs Arbitre : M. Jack Smith |
| 4 avril 2025 20:00 |                                                                                    |                 | | Belle Vue, Wakefield 6 125 spectateurs Arbitre : M. Jack Smith |

| 5 avril 2025 14:30 | Hull FC (1)                                                                                        | 16 - 32 (0 - 18) | (1) Hull KR | MKM Stadium, Kingston upon Hull 20 226 spectateurs Arbitre : M. Chris Kendall |
| 5 avril 2025 14:30 | Essai(s) : 3 Martin (53e), Ese'ese (56e), Hardaker (80e) Transformation(s) : 2 Pryce (54e et 56e)) |                  | Essai(s) : 5 Davies (24e), Burgess (26e et 44e), Broadbent (37e) et Litten (50e) Transformation(s) : 5 Litten (24e, 26e, 44e, 37e et (50e) Pénalité(s) : 1 Litten (62e) | MKM Stadium, Kingston upon Hull 20 226 spectateurs Arbitre : M. Chris Kendall |
| 5 avril 2025 14:30 | |                  | | MKM Stadium, Kingston upon Hull 20 226 spectateurs Arbitre : M. Chris Kendall |

| 6 avril 2025 14:30 | Warrington Wolves (1) | 20 - 12 (6 - 6) | (1) St Helens                                                                        | Halliwell Jones Stadium, Warrington 10 114 spectateurs Arbitre : M. Liam Moore |
| 6 avril 2025 14:30 | Essai(s) : 3 Dufty (17e), Currie (55e) et Williams (70e) Transformation(s) : 3 Sneyd (17e, 55e et 70e) Pénalité(s) : 1 Sneyd (48e) |                 | Essai(s) : 2 Sailor (38e) et Clark (60e) Transformation(s) : 2 Bennison (38e et 60e) | Halliwell Jones Stadium, Warrington 10 114 spectateurs Arbitre : M. Liam Moore |
| 6 avril 2025 14:30 | |                 |                                                                                      | Halliwell Jones Stadium, Warrington 10 114 spectateurs Arbitre : M. Liam Moore |

## Demi-finales
Les demi-finales de la Challenge Cup ont lieu les samedi 10 et dimanche 11 mai 2025. 
| 10 mai 2025 14h30 | Hull K.R. (1) | 36 - 12 (16 - 12) | (1) Dragons Catalans                                                                      | LNER Community Stadium, York 8 402 spectateurs Arbitre : Christopher Kendall |
| 10 mai 2025 14h30 | Essai(s) : 6 Batchelor (4e et 14e), Lewis (30e), Broadbent (54e et 69e), J. Burgess (73e) Transformation(s) : 5 Lewis (15e, 30e, 54e, 69e et 73e) Pénalité(s) : 1 Lewis (43e) |                   | Essai(s) : 2 Smith (19e) et Keary (24e) Transformation(s) : 2 Aispuro-Bichet (19e et 24e) | LNER Community Stadium, York 8 402 spectateurs Arbitre : Christopher Kendall |
| 10 mai 2025 14h30 | |                   |                                                                                           | LNER Community Stadium, York 8 402 spectateurs Arbitre : Christopher Kendall |

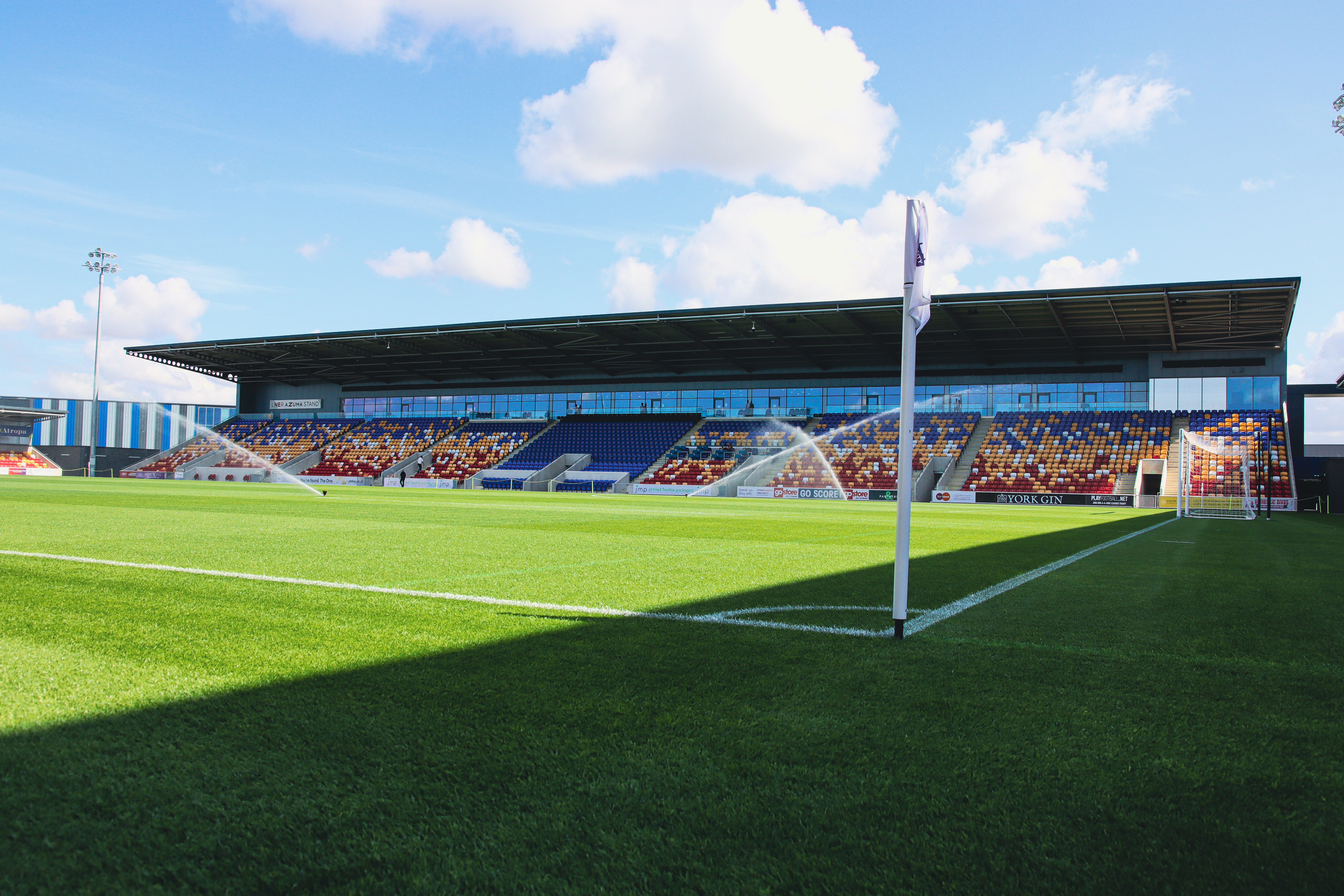
Le LNER Community Stadium de York accueille cette première demi-finale.

Sur terrain neutre du LNER Community Stadium de York, la première finale oppose les leaders de la Super League, Hull K.R., au club français des Dragons Catalans. La rencontre se joue à guichets fermés avec 8 402 spectateurs, la grosse majorité pour supporter le club venu d'Hull. Les Dragons Catalans déplorent les absences de leur capitaine Benjamin Garcia et de leur arrière Sam Tomkins, pour blessures. Le matche débute par un essai des Anglais par James Batchelor (4e) puis un second à la 14e minute par ce même joueur après validation par la vidéo malgré une obstruction anglaise manifeste amenant ce second essai,. Les Dragons Catalans répondent au score à la 19e minute par un essai de Reimis Smith suivi d'un second essai de Luke Keary cinq minutes plus tard suite à un coup de pied de Thomas Makinson leur permettant de mener 12-10, tous deux transformés par Guillermo Aispuro-Bichet. Toutefois en fin de première mi-temps, Hull KR laisse son maître à jouer, Michael Lewis, inscrire leur troisième essai et de mener 16-12 à la mi-temps. La seconde période n'est pas du même acabit, les joueurs d'Hull K.R. maintiennent la pression, voient les Dragons Catalans ne pas pouvoir répondre et déroulent dans une seconde période à sens unique. Une première pénalité inscrite par M. Lewis est suivie de deux essais de Jack Broadbent (54e et 69e) puis d'un ultime par Joe Burgess à la 73e minute. Hull K.R. revient ainsi en finale deux ans après leur dernière finale, perdue en 2023 face aux Leigh Leopards, leur dernière victoire dans une finale remontant à 1980,.
| 11 mai 2025 16:15 | Warrington Wolves (1)                                                                                 | 21 - 14 (15 - 4) | (1) Leigh Leopards                                          | Totally Wicked Stadium, St Helens 11 722 spectateurs Arbitre : Liam Moore |
| 11 mai 2025 16:15 | Essai(s) : 3 Tai, Vaughan et King Transformation(s) : 3 Sneyd Pénalité(s) : 1 Sneyd Drop(s) : 1 Sneyd |                  | Essai(s) : 3 Ipape et Niu (2) Transformation(s) : 1 O'Brien | Totally Wicked Stadium, St Helens 11 722 spectateurs Arbitre : Liam Moore |
| 11 mai 2025 16:15 | |                  |                                                             | Totally Wicked Stadium, St Helens 11 722 spectateurs Arbitre : Liam Moore |

## Finale (7 juin 2025)
(mt : -)
Homme du match : 
Points marqués :

Évolution du score :
Arbitre : 
Spectateurs : 

## Médias
Poursuivant une tradition ininterrompue, la BBC diffuse la coupe sur ses chaines nationales principales (BBC 1 ou BBC 2) au Royaume-Uni.